# سرجیو دالما
سرجیو دالما (به انگلیسی: Sergio Dalma) (زاده ۲۸ سپتامبر ۱۹۶۴) خواننده اسپانیایی است.
او نماینده اسپانیا در مسابقه آواز یوروویژن ۱۹۹۱ بود.